# Line Impedance Stabilization Network
Line Impedance Stabilization Network (LISN) är en apparat som man använder när man mäter kabelbunden emission i EMC-sammanhang. Främst används den när man mäter kabelbunden emission på AC-matade testobjekt, men går också använda till annat än bara kraftmatningen. 
Syftet med en LISN är att:
- Filtrera bort störningar av högre frekvens än matningsfrekvensen.
- Att ge en känd karakteristisk impedans för mätobjektet. Normalt är denna impedans 50 ohm och definierad i relevanta standarder.
- Att ge en anslutningspunkt för mätmottagare (oftast en spektrumanalysator).
- Att ge möjlighet att koppla in filter och eller dämpare samt välja vilken fas man kopplar ut till mätmottagren utan att flytta kablar under mätningen.

LISN är i princip bara ett stort effekt Pi-filter (CLC-filter). De låga frekvenserna och förhållandevis höga strömmar som enheten skall hantera medför att man måste använda komponenter med mycket högre värden än som används i normala nätfilter på produkter. Nackdelen som detta medför är väldigt höga jordströmmar (hundratals mA redan vid 50 Hz) vilket innebär att man inte kan använda jordfelsbrytare och att man måste vara mycket noggrann med jordningen i samband med mätningarna för att utföra mätningarna på ett elsäkert sätt. I schemat nedan avgör värdet på C2 den lägsta nedre frekvens som LISN är användbar på, R1 avgör vilken impedans som mätmottagaren skall ha för att slippa problem med reflektioner (normalt 50 ohm, men kan även vara 75 ohm eller 300 ohm i vissa speciella fall). Även om man i teorin kan välja värden på komponenterna i LISN fritt så är större delen av de kommersiellt tillgängliga apparaterna konstruerade enligt direktiv givna av mätmetoder enligt exempelvis CISPR 16, MIL-STD-461E eller liknande.

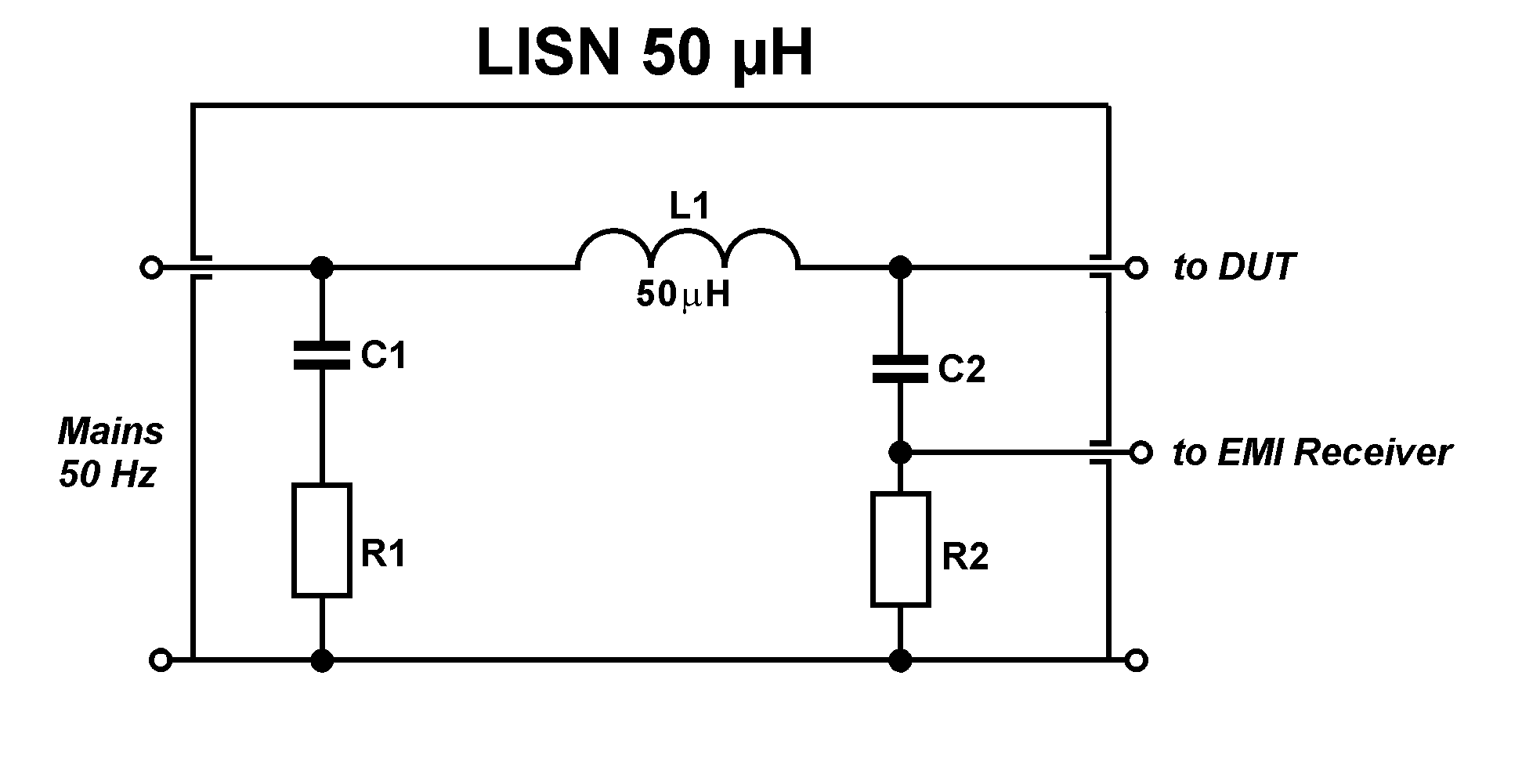
LISN block schema. BOM (MIL-STD-461E): C1=8μF, R1=5Ω, C2=250nF, R2=1kΩ
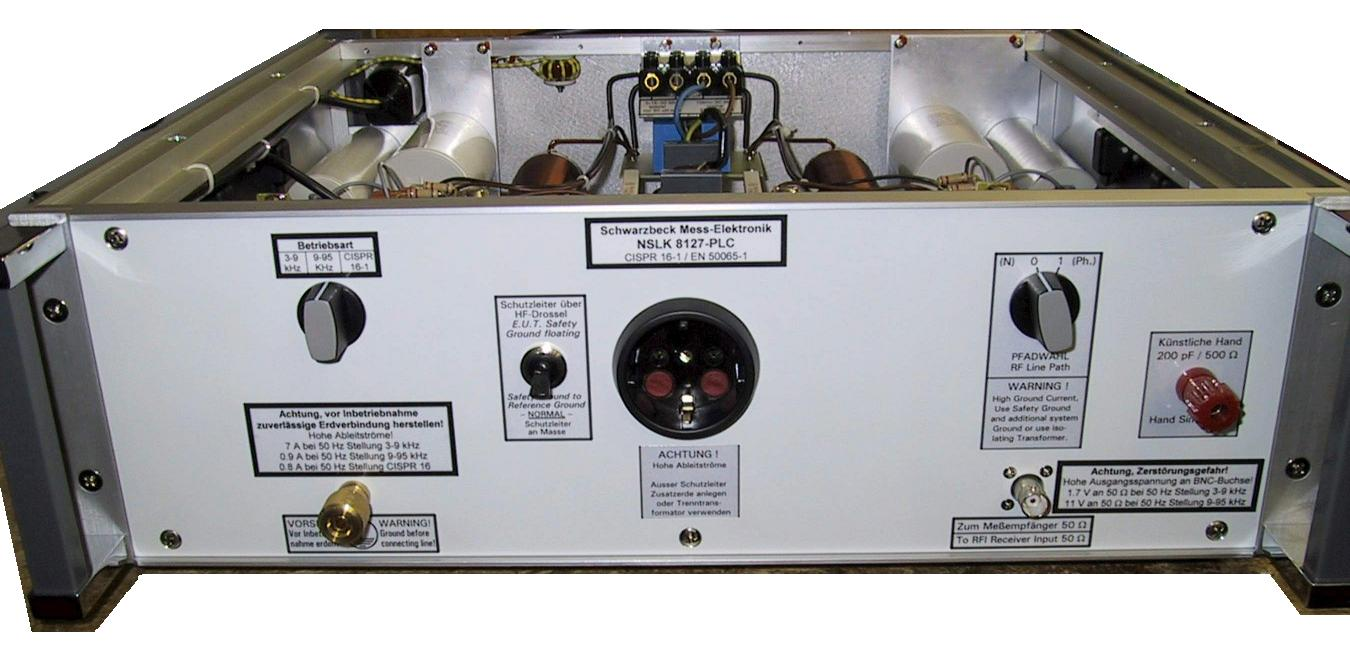
Ett exempel på en LISN öppnad